# Skatmossen
Skatmossen är en 13 000 år gammal stenåldersboplats som upptäckts vid Åsby, Varbergs kommun, Halland. Platsen kan vara den hittills äldsta arkeologiska fyndplatsen inom nuvarande Sverige.
Runt år 1980 hittades de första flintorna på platsen av förskolebarn på utflykt. 20 år senare, år 2000 gjordes en liten utgrävning på platsen. Flintredskapen och flintavfallet i de övre provrutorna som grävdes ut var skarpkantiga. i de nedre rutorna var de vattensvallade. Det är därför rimligt att säga att platsen en gång legat nära strandkanten. Vågorna har alltså kommit åt att rulla och rundnöta flintorna. Platsen hade troligen valts ut omsorgsfullt, med en vik som skydd från hårt väder och en plats att dra upp båtar på. Höjden över havet, 65 m, daterar fyndplatsen till 13000 f.Kr.